# Eterotrofia

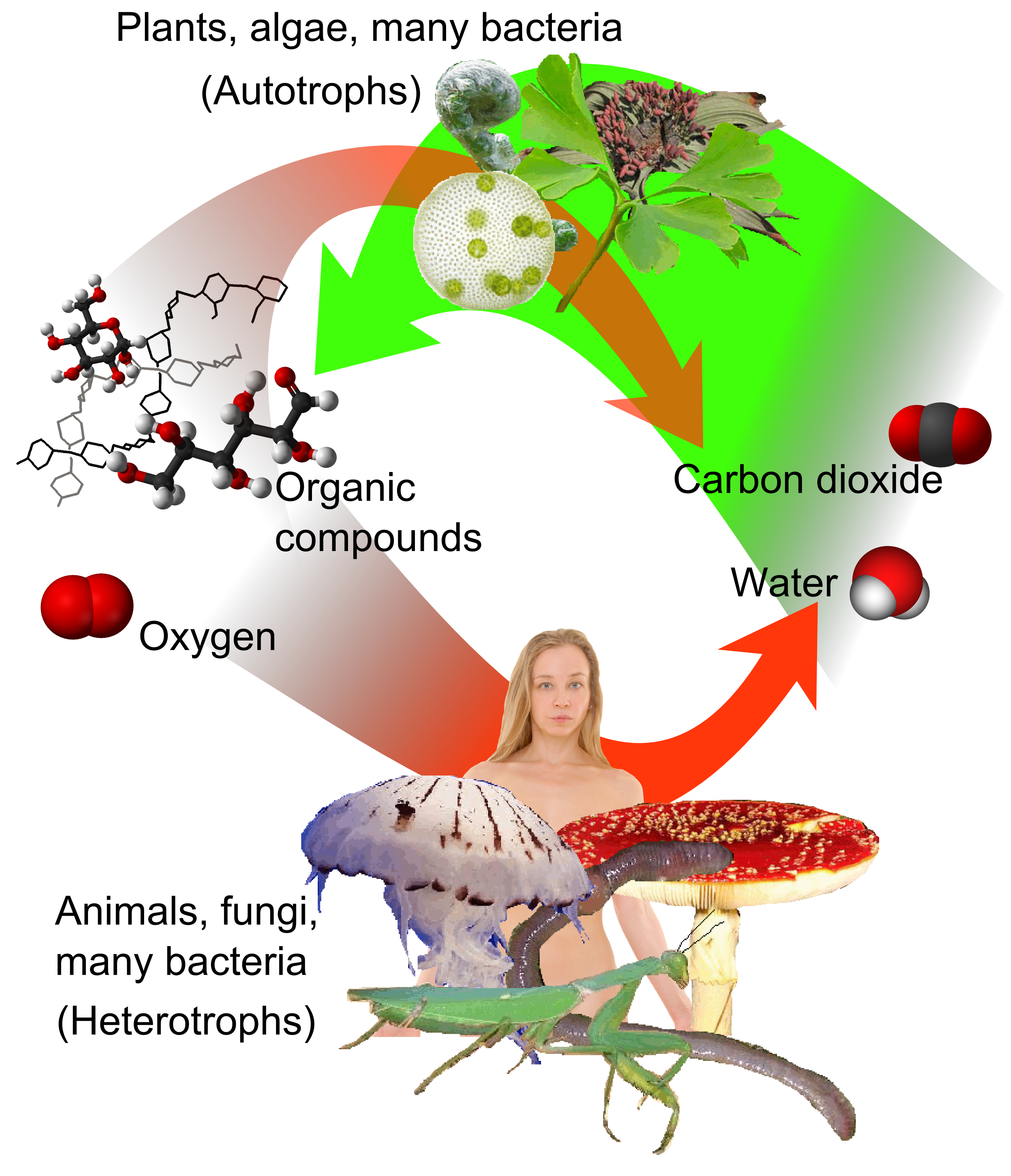
Ciclo tra autotrofi ed eterotrofi. Gli autotrofi usano la luce, l'anidride carbonica (CO_{2}), e l'acqua per formare ossigeno e composti organici complessi, principalmente tramite la fotosintesi (freccia verde). Entrambi i tipi di organismi usano tali composti tramite respirazione cellulare per generare ATP e formare ancora CO_{2} e acqua (le due frecce rosse).

L'eterotrofia, dal greco ἕτερος (héteros), diverso e τρέϕω (tréphō), io mi nutro, è la condizione nutrizionale di un organismo vivente che non è in grado di sintetizzare tutte le proprie molecole organiche autonomamente a partire da altre molecole inorganiche, come ad esempio utilizzando l'anidride carbonica. Per la sopravvivenza esso deve quindi far riferimento a composti organici precedentemente sintetizzati da altri organismi, che sono invece detti autotrofi, come ad esempio tutte le piante che posseggono clorofilla.

## Raggruppamenti
Gli organismi eterotrofi possono essere suddivisi in due classi principali: fotoeterotrofi e chemioeterotrofi.
- I primi, fotoeterotrofi, producono energia dalla luce e utilizzano composti organici per funzioni plastiche. Consumano poco o niente dell'energia prodotta durante la fotosintesi per ridurre NADP a NADPH, in quanto non c'è bisogno di usare il ciclo di Calvin se i carboidrati sono disponibili nella dieta.
- I chemioeterotrofi invece producono ATP da ossidanti chimici. Ci sono due tipi di chemioeterotrofi: chemioorganoeterotrofi e chemiolitoeterotrofi.
  - I chemiolitoeterotrofi, o eterotrofi litotrofici come solfobatteri (ad esempio Beggiatoa e Thiobacillus) e batteri solfato-riduttori, utilizzano sostanze inorganiche per produrre ATP, tra cui solfuro di idrogeno, zolfo elementare, tiosolfato, e idrogeno molecolare. Essi utilizzano i composti organici per costruire le loro strutture biologiche.
  - Chemioorganoeterotrofi, o semplicemente organotrofi, sfruttano come fonti di energia i composti di carbonio ridotto, come carboidrati, grassi e proteine da piante e animali.

## Ecologia
In ecologia gli esseri eterotrofi si dicono anche consumatori; primari quando si nutrono di autotrofi (ad esempio gli erbivori) e di ordine superiore quando si nutrono di altri eterotrofi (ad esempio i carnivori).

## Biochimica
Negli organismi eterotrofi è presente la sola reazione di respirazione (che semplificata al massimo può essere espressa come: glucosio + ossigeno -> biossido di carbonio + acqua + energia), mentre negli organismi autotrofi è presente (e prevalente) la reazione di fotosintesi (che, anch'essa semplificata al massimo, può essere espressa come acqua + biossido di carbonio + energia (solare) -> glucosio + ossigeno).

## Origine
Per molto tempo si è ipotizzato che le prime cellule fossero eterotrofe in quanto utilizzavano le molecole organiche presenti nel brodo primordiale, le stesse molecole utilizzate dalle cellule per autoassemblarsi. Secondo questa ipotesi, a mano a mano che le cellule primitive aumentavano di numero, cominciarono a esaurire le molecole complesse da cui dipendeva la loro esistenza e che avevano impiegato milioni di anni per accumularsi. Una volta ridotta la riserva di queste molecole, incominciò una forma di competizione: le cellule che erano in grado di fare un uso efficiente delle limitate fonti di energia allora disponibili avevano più probabilità di sopravvivere e di riprodursi rispetto alle cellule prive di tali capacità. Col passare del tempo si evolsero cellule che erano capaci di sintetizzare molecole organiche a partire da semplici sostanze inorganiche.
Le scoperte più recenti, tuttavia, sono più orientate verso l'ipotesi che le prime cellule potessero essere autotrofe, chemiosintetiche o fotosintetiche, piuttosto che eterotrofe. Innanzitutto, sono stati trovati parecchi gruppi differenti di batteri chemiosintetici che avrebbero potuto essere molto adatti alle condizioni ambientali predominanti sul giovane pianeta; alcuni di questi batteri, come i metanogeni, possono vivere soltanto in assenza di ossigeno, una condizione predominante sulla giovane Terra, ma presente oggi solo in ambienti isolati come i fondali di melma e fango delle paludi; altri, invece, sono stati trovati nelle profonde fosse oceaniche dove si raccolgono i gas sfuggiti dalle fessure della crosta terrestre. È stato accertato che questi batteri sono i rappresentanti sopravvissuti di gruppi molto antichi di organismi unicellulari.
In secondo luogo, in alcuni esperimenti che simulano le condizioni ambientali della Terra primitiva, sono state prodotte molecole organiche che sono i precursori chimici della clorofilla delle piante; quando queste molecole sono mescolate a molecole organiche semplici in un ambiente privo di ossigeno e illuminato, hanno luogo reazioni fotosintetiche primitive. Queste reazioni somigliano a quelle che si svolgono in alcuni tipi di batteri fotosintetici.
I biologi, al momento attuale, non sono in grado di risolvere il problema se i primi microfossili fossero eterotrofi o autotrofi, ma è certo che, senza l'evoluzione degli autotrofi, la vita sulla Terra sarebbe presto cessata. In più di 3,5 miliardi di anni dall'origine della vita sulla Terra a oggi, gli autotrofi di maggiore successo (quelli cioè che hanno lasciato il maggior numero di discendenti e si sono diversificati nella maggior varietà di forme) sono stati quelli che hanno sviluppato un sistema per utilizzare direttamente l'energia del Sole nel processo di fotosintesi. Con la comparsa della fotosintesi, il flusso di energia nella biosfera venne ad assumere la sua forma moderna dominante: energia radiante del sole trasmessa, attraverso gli autotrofi fotosintetici, a tutte le altre forme di vita.